# Köprübaşı, Çamlıhemşin
Köprübaşı là một xã thuộc huyện Çamlıhemşin, tỉnh Rize, Thổ Nhĩ Kỳ. Dân số thời điểm năm 2010 là 271 người.